# Villamontán de la Valduerna (kommunhuvudort)
Villamontán de la Valduerna är en kommunhuvudort i Spanien.   Den ligger i provinsen Provincia de León och regionen Kastilien och Leon, i den nordvästra delen av landet, 280 km nordväst om huvudstaden Madrid. Villamontán de la Valduerna ligger 823 meter över havet och antalet invånare är 962.
Terrängen runt Villamontán de la Valduerna är platt, och sluttar österut. Runt Villamontán de la Valduerna är det glesbefolkat, med 18 invånare per kvadratkilometer. Närmaste större samhälle är La Bañeza, 8,2 km öster om Villamontán de la Valduerna. Trakten runt Villamontán de la Valduerna består till största delen av jordbruksmark.